# Letsholathebe
Letsholathebe är en ort (village) i distriktet North-East i östra Botswana. 